# Grundarhverfi
Das Grundarhverfi ist eine Siedlung im Hauptstadtgebiet von Island.
Es liegt auf der Halbinsel Kjalarnes westlich der Ringstraße  und südlich des Brautarholtsvegurs .
Hier leben 516 Einwohner (Stand: 1. Januar 2023).
Jetzt gehört Grundarhverfi zur Gemeinde Reykjavík (Reykjavíkurborg).
Vor 1998 lag es noch in der bis dahin selbstständigen Gemeinde Kjalarneshreppur.
Das Gebiet ist eine Exklave und auf dem Landweg nur über die Gemeinde Mosfellsbær zu erreichen.
Die Strecke beträgt 29 Straßenkilometer.